# Catedral de San Alejandro Nevsky (Belgrado)
La iglesia de San Alejandro Nevsky (serbio, Црква Светог Александра Невског) es una iglesia ortodoxa de Belgrado, Serbia. 
Situada en el barrio de Dorćol, en la calle Cara Dušana 63,  fue construida en 1877. Sin embargo, en 1891, se decidió ampliarla para construir una iglesia más grande. Fue la arquitecta Jelisaveta Načić,  quien trazó los planos del nuevo templo en un estilo neobizantino que recuerda los grandes templos medievales serbios, y los cimientos fueron consagrados en 1912. 
La Primera Guerra Mundial detuvo la obra, no siendo concluida hasta 1929. Se ornamentó con un iconostasio de mármol, regalo de Alejandro I de Yugoslavia en 1930. El pintor ruso Boris Selyanko pintó los iconos ese mismo año. Diversos monumentos funerarios y conmemorativos recuerdan a los soldados caídos en las guerras de liberación (1876-1918), al zar Nicolás II, y al rey Alejandro I. Las composiciones murales actuales (de 1970-1972), son obra de Naum Andrić.